# Pemphigus gairi
Pemphigus gairi är en insektsart som beskrevs av Stroyan 1964. Pemphigus gairi ingår i släktet Pemphigus och familjen långrörsbladlöss. Inga underarter finns listade i Catalogue of Life.